# Eugen Lunde
Eugen Peder Pedersen Lunde, född 18 maj 1887 i Oslo, död 17 juni 1963 i Oslo, var en norsk seglare.
Lunde blev olympisk guldmedaljör i segling vid sommarspelen 1924 i Paris.